# Fiat 502
Fiat 502 är en personbil, tillverkad av den italienska biltillverkaren Fiat mellan 1923 och 1926.
502 var en något större och dyrare variant av Fiat 501.
Tillverkningen uppgick till 20 000 exemplar.